# August Oetker

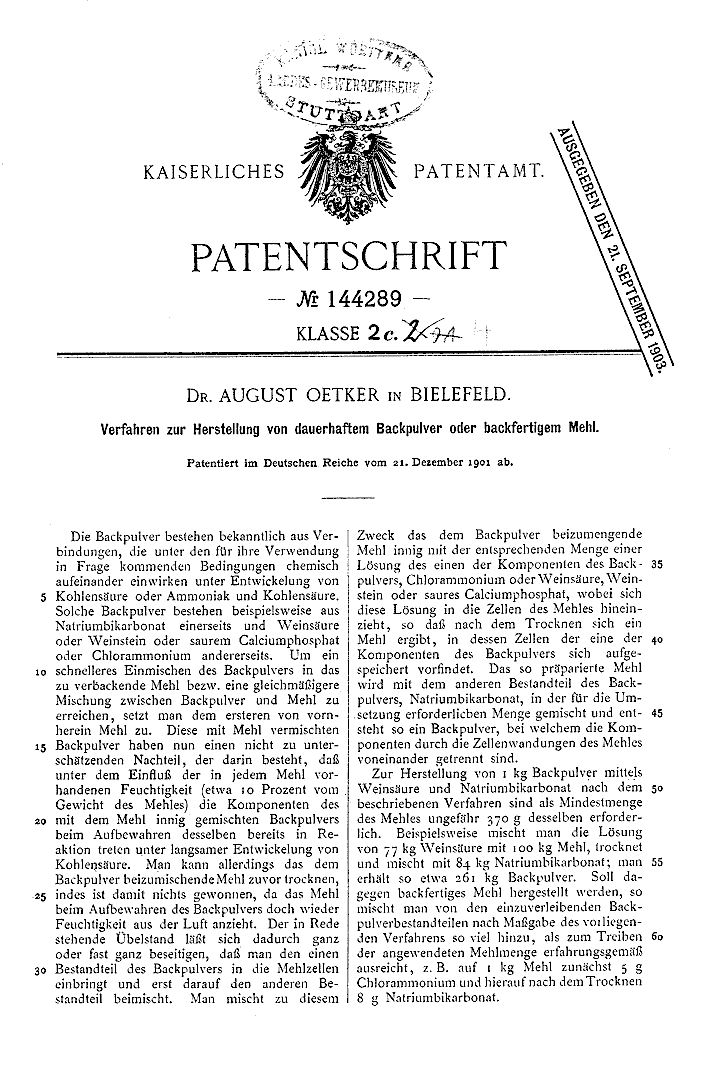
Patente de 1903

El Dr. August Oetker (6 de enero de 1862 - 10 de enero de 1918) fue un inventor, científico de alimentos y hombre de negocios alemán. Es conocido como el creador de la levadura en polvo como producto listo para usar y también como el fundador de la empresa Dr. Oetker.

## Biografía

### Primeros años
August Oetker nació el 6 de enero de 1862 en Obernkirchen, Alemania.

### Carrera
En 1891, compró la farmacia Aschoffsche en Bielefeld y desarrolló un agente de horneado, que fue diseñado para asegurar el éxito del proceso de horneado. Antes de Oetker, un químico británico, Alfred Bird, ya había descubierto la levadura en polvo.
A partir de 1890, distribuye su invento bajo la marca Backin , sentando así las bases de la empresa familiar, denominada Oetker-Gruppe. Esta empresa todavía utiliza la misma receta para producir levadura en polvo. El 21 de septiembre de 1909, Oetker presentó una patente para su Procedimiento para hacer polvo de hornear de larga duración o harina lista para hornear .
Gracias al marketing exitoso, sus productos se vendieron bastante bien y pronto la antigua farmacia se convirtió en una empresa de éxito. En 1900, construyó su primera planta de fabricación y en 1906 había vendido 50 millones de paquetes de Backin.

### Muerte y legado
Murió el 10 de enero de 1918 en Bielefeld, Alemania. Más tarde, el nieto de Oetker, Rudolf August Oetker, se hizo cargo de la empresa.
Lema: Ein heller Kopf verwendet stets Oetker. ("Una mente brillante siempre usa Oetker").